# Les festes del Carquinyoli
Les festes del Carquinyoli se celebren al barri del carrer de Gurb de la ciutat de Vic. Aquestes festes se celebren en honor de Sant Albert, cada estiu del 6 al 9 d’agost.
Les festes de Sant Albert tenen un origen únicament religiós, però a mitjans del segle XIX va començar a incorporar elements de folklore. Com que la devoció a Sant Albert estava molt arrelada al barri del Carrer de Gurb, per tal de prevenir-se de la malúria, totes les llars es varen procurar càntirs d'aigua beneïda pel Sant (costum aquest que ha anat minvant, però que encara es conserva actualment, fent-se beneir càntirs d'aigua a la parròquia durant la festivitat del Sant), la qual cosa era molt normal en aquelles èpoques. Aquest remei, sigui com sigui, va fer que gairebé no es produïssin morts en el barri. La gent, va atribuir aquesta gràcia a Sant Albert i una vegada passada l'epidèmia es va voler significar aquesta amb un ninot grotesc, que era passejat pel barri el dia del Sant (el 7 d'Agost, aniversari de la seva mort) enmig de la gresca de tothom que així celebrava l'acabament de les penúries passades. El ninot era generalment molt desproporcionat, sec i prim, pel que se'l va començar a anomenar Carquinyoli, nom que ha perdurat fins ara.